# Карловский водопад
Карловский водопад, или Сучурум (болг. Карловски водопад), — водопад в центральной части Балканских гор.
Расположен на реке Стара, перед её попаданием в город Карлово, возле электростанции им. Васила Левского. Высота падения воды — около 8 метров, высота местности — около 480 метров над уровнем моря.
«Сучурум» в переводе означает «летающая вода». До водопада проложена асфальтовая дорога.